# Семенов-Зусер Семен Анатолійович
Семен Анатолійович Семенов — Зусер (1886–1951) — археолог, історик античності.

## Життєпис та науковий доробок
Народився 4.08.1886 у Павлограді Катеринославської губ.у родині вчителя.
Від 1907 жив у С.-Петербурзі, де 1913 закінчив Археологічний ін-ут, отримавши дипломом першого ступеню та звання дійсного члена Імператорського археологічного товариства. У період навчання під керівництвом проф. М. Веселовського вивчав первісні давності, а у проф. С. Середоніна скіфо-сарматські питання. З початком імперіалістичної війни пішов добровольцем на фронт, але наступного року через близькозорість був демобілізований. 1915—1918 викладач навчальних закладів Петрограду: Знаменські курси, підготовчі курси психоневрологічного ін-ту, народний ун-ет та ін. 1918 запрошений до Прилук Полтавської губ., де як викладач і декан історико-філологічного ф-ту працював у Народному ун-ті. У виданнях північної столиці публікував статті з питань літератури та мистецтва, а 1917 на конкурсі ім. О. Островського за п'єсу «Перемога землі» отримав премію.
Бажання працювати за фахом приводить його 1920 до Миколаївського музею, в якому протягом року займав посаду наукового співробітника, а також викладав у місцевому народному ун-ті. 1921 з отриманням через Миколаївський губ. відділ народної освіти мандату народного комісаріату освіти на право проведення археологічних розкопок давньогрецької колонії Ольвії у селі Парутине очолив їх. Такі дії молодого вченого викликали різкий протест провідних спеціалістів-археологів і керівних археологічних інстанцій, що привело до закриття розкопок. Восени 1921 переїхав до Одеси, де за основними місцями роботи працював старшим асистентом вОдеський Державний Історико Археологічий Музей (1921—1922) і Одеський інститут народної освіти(1921—1923), а також зберігачем ОІАМ. Був вченим секретарем Одеського губ. архівного управління (1921—1925) та представником Держ. Академії історії матеріальної культури по охороні давньогрецької колонії Ольвії у селі Парутіно. Проводив в цей час і активну наукову діяльність, яка була зосереджена в археологічній (секретар секції) та соціально-історичній секціях — Одеська комісія краєзнавства при Всеукраїнській академії наук, на засіданнях яких він виступав з доповідями та брав участь в обговоренні виступів колег.
У листопаді 1924 на засіданні соціально-історичної секції виступив з доповіддю на тему «Студентський рух в Одесі в 1905 р.» основаної на матеріалах архіву Одеської губ. Будучи членом Комісії по історії жовтневої революції та комуністичної партії (Істпарт) до ХХ-го ювілею подій 1905 підготував матеріали на тему — «Студентський рух в Одесі 1905 р.» і «Єврейські погроми в Одесі й Одещині 1905 р.». 1926 переїхав до Ленінграду, де викладав у педагогічному інституті та ЛДУ. Працював вченим зберігачем музею антропології та етнографії АН СРСР (1929—1933), був учасником археологічних розкопок у Криму (1930—1933). 1937 став зав. кафедрою давньої історії та археології Харківського ун-ту, а 1939 без захисту кандидатської дисертації отримав науковий ступінь.
1941 евакуйований до Кзил-Орди (Казахська РСР), де протягом 1942—1943 зав. кафедрою загальної історії Об'єднаного українського ун-ту. 
З 1947 по 1950 рік старший науковий співробітник відділу археології скіфо-сарматських племен і античних міст Інституту археології АН УРСР (м. Київ).
По закінченню війни повернувся до Харкова, де 1948 на Вченій Раді місцевого ун-ту захистив дисертацію на здобуття ступеню доктора історичних наук. Одночасно разом з іншими археологами почав проводити масштабні археологічні розкопки на Харківщині (1946—1948).
Автором багатьох праць, які присвячені різним питанням античної історії, археології, історії Київської Русі.
Його головними науковими доробками в області археології є польові дослідження — відкриття та розкопки низки археологічних пам'яток: на території Харківщини досліджував салтовську культуру, на Подонні — матеріали ранньосередньовічної салтово-маяцкої культури, на північному Причерномор'ї проводив розкопки античного міста Ольвії та скіфських курганів. Паралельно з практичною діяльністю вчений проводив розвідки з теоретичних питань кизилкобінської культури та скіфів. Основними спірними питаннями, що стали приводом для наукових дискусій, були організація суспільного ладу та відомості про наявність рабства у скіфів. Також він зробив перелік всіх робіт та думок по скіфській проблематиці за XIX і першу половину XX ст. Аспектом досліджень доби Київської Русі вчений обрав період утворення ранньофеодальної держави, де одним із питань стала діяльність князя Святослава.

## Праці
- Новые находки в Ольвии // Известия Государственной Академии истории материальной культуры. — Т. IV. — Л., 1925;
- Еврейские погромы в Одессе и Одесщине в 1905 г. // Путь революции. — 1925. — № 2;
- Родовая организация у скифов Геродота // Известия Государственной Академии истории материальной культуры. — Т. ІХ. — Вып. 1. — Л., 1931;
- Отчёт о раскопках в Ольвии в 1920—1921 // Известия Государственной Академии истории материальной культуры. — Т. Х. — Вып. 5. — Л., 1931;
- Дольмены в Крыму. К вопросу о циклопических памятниках в СССР // Вестник знания. — М., 1931;
- Скіфи-кочовики на території Північного Причорномор'я // Наукові записки Харківського педагогічного інституту. — Т. 1. — Харків, 1939;
- Физическая культура и зрелища в древнегреческих колониях Северного Причерноморья / Пред. и ред. проф. Е. Г. Кагарова. — Харьков, 1940;
- Князь Святослав. — Харьков, 1946;
- Рыбный рынок в Херсонесе // Вестник древней истории. — № 2. — 1947;
- Опыт историографии скифов. Ч. 1. — Харьков, 1947;
- Скифская проблема в отечественной науке (1692—1947 гг.). — Харьков, 1947;
- Рыбное хозяйство и рынки на юге СССР в древности. — Харьков, 1947;
- Ранні слов'яни і Київська Русь // Матеріали польових досліджень інституту археології АН УРСР за 1947—1948;
- Дослідження Салтівського могильника // Археологічні пам'ятки УРСР. — Т. 3. — К., 1952.